# Judd Trump
Judd Trump (* 21. srpna 1989 v Bristolu, Spojené království) je britský profesionální hráč snookeru, který již jako amatér zaznamenal řadu úspěchů v mládežnických kategoriích zejména ve Velké Británii.
Od deseti let se začal věnoval snookeru. V roce 2005 se stal profesionálním hráčem.
Trump byl English Under-13 a Under-15 šampión a ve 14 letech semifinalista World Under-21 Championship. Je nejmladším hráčem, který ve 14 letech sestavil 147 a zlomil tak rekord Jamieho Jonese.   
V roce 2011 vyhrál první bodovaný turnaj China Open a byl ve finále mistrovství světa. Na podzim téhož roku vyhrál UK Championship. V roce 2012 se stal vítězem International Championship v Číně a světovou jedničkou. Tento post si držel pět týdnů. V roce 2014 vyhrál svůj čtvrtý bodovaný titul na Australian Goldfields Open.

## Kariéra

### Sezóna 2005/2006
Judd Trump vstoupil mezi profesionály. Na Welsh Open se stal nejmladším hráčem, který se kvalifikoval do hlavních kol bodovaného turnaje, když porazil v last 48 Roberta Milkinse 5–3. Prohrál v kvalifikacích na China Open 5–4 v last 48.

### Sezóna 2006/2007
Trump se stal třetím nejmladším hráčem, který se probojoval z kvalifikací na mistrovství světa, kde v prvním kole prohrál se Shaunem Murphym 10–6.

### Sezóna 2007/2008
Tato sezóna byla pro Judda velmi slabá. Neprobojoval se ani na mistrovství světa, v last 48 prohrál s Joem Swailem 9–10.

### Sezóna 2008/2009

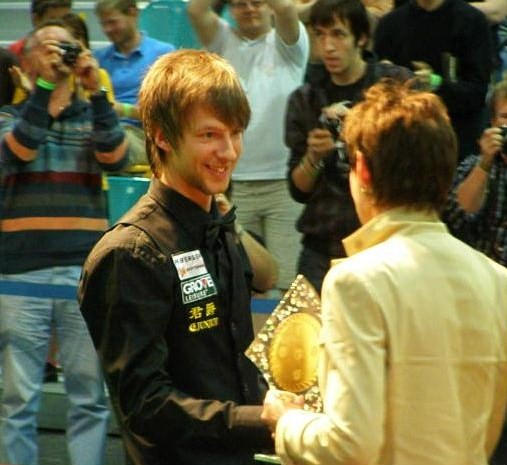
Judd Trump vítězem Wels Open 2010

Trump se dostal do last 32 na Shanghai Masters, kde prohrál s Markem Selbym 5–1. Byl v semifinále Grand Prix, když vyřadil v last 16 Joe Perryho 5–2, ve čtvrtfinále Ronnieho O'Sullivana 5–4. V semifinále pak prohrál s Johnem Higginsem 6–4. Na Bahrain Championship prohrál v last 32 s Markem Allenem 1–5. Vyhrál kvalifikace na Masters, když v závěrečném kole porazil Marka Joyceho 6–1. Na UK Championship se dostal do last 32, kde ho vyřadil Mark King 8–9. Trump svou výhrou „Winners group“ nad Markem Selbym 3–2 si zajistil účast v podzimní připravované Premier League. Na mistrovství světa skončil v kvalifikacích, když prohrál se Stephenem Leem 8–10.

### Sezóna 2009/2010
Trump se probojoval v Premier League do semifinále, kde prohrál s Ronniem O'Sullivanem 5–1. Byl v semifinále nebodované Pro Challenge Series 3, kde těsně prohrál 4–5 s Robertem Milkinsem. Na UK Championship prohrál v last 32 s Peterem Ebdonem 5–4. Dostal se opět do „Winners group“ v Championship League. V lednu 2010 se Trump připojil ke Grove Leisure v Romfordu, což mělo pozitivní vliv na jeho hru. Na Welsh Open se dostal do semifinále, které prohrál s Markem Selbym 5–2. Na China Open byl v last 32 s Peterem Ebdonem, který zvítězil 5–4. Na mistrovství světa se nedostal přes last 48, kde prohrál s Tomem Fordem 10–3.

### Sezóna 2010/2011

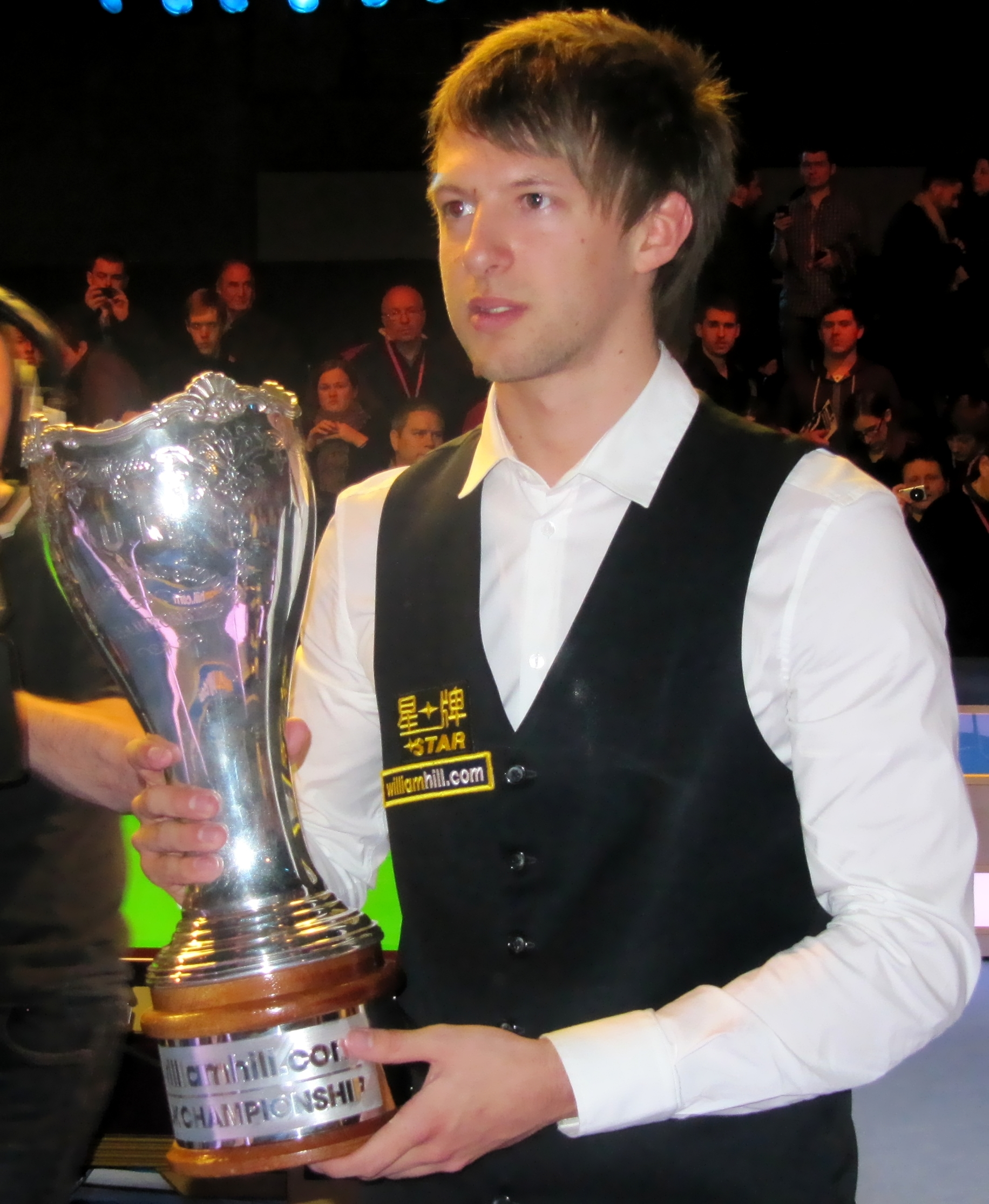
Judd Trump vyhrál UK Championship 2011

Trump vyhrál ke konci května Pro-am turnaj ve Welsu v Rakousku a v srpnu EPTC 1 Paul Hunter Classic ve Fürthu v Německu. Do finále se dostal přes Michaela Judgeho 4–0, Petera Ebdona 4–2, Andrew Paggeta 4–0 a Anthony McGilla 4–2. Ve čtvrtfinále vyřadil Jacka Lisowského 4–0, v semifinále Shauna Murphyho 4–2 a ve finále porazil Anthony Hamiltona 4–3.
Na Shanghai Masters vypadl se Stephenem Maguirem 3–5 v last 32. Na EPTC v Rüsselheimu došel do čtvrtfinále s Marcusem Campbellem, kde prohrál 1–4. Na UK Championship prohrál v last 16 s Markem Joycem 7–9. Byl také ve čtvrtfinále pozvánkového Shoot-out, kde prohrál s Robertem Milkinsem. Na Players Tour Championship Grand Final v Irsku došel do last 16, kde prohrál s Martinem Gouldem 2–4. V Číně vyhrál svůj první bodovaný turnaj. Dne 3. dubna 2011 zvítězil v poměru 10–8 nad Markem Selbym na turnaji China Open.
Dne 30. dubna 2011 pak zvítězil v semifinále mistrovství světa ve snookeru v anglickém Sheffieldu nad čínským hráčem Ding Junhuiem v poměru 17–15 a postoupil do finále, kde se ve dnech 1.5. až 2.5.2011 střetl s druhým finalistou Johnem Higginsem, se kterým ale ve finále prohrál v poměru 18–15. Sezónu ukončil jako světová devítka.

### Sezóna 2011/2012
Začátkem sezóny vyslal Trumpovi šestinásobný finalista mistrovství světa Jimmy White důrazné varování ohledně jeho dovádění mimo stůl. Finále mistrovství světa mu vyneslo 150.000 liber a od té doby letěl do Las Vegas, koupil si sportovní vůz a zaměřil se na přední noční podniky v Londýně. White upozornil Trumpa, aby nepolevoval a držel se cvičení. Judd prohrál na Australian Goldfields Open v prvním kole s Markem Davisem 3–5, ale zvítězil na PTC 3 v Gloucesteru, když ve finále porazil Dinga Junhuie 4–0. Dostal se do čtvrtfinále PTC 6 ve Varšavě, když ho Ricky Walden porazil těsně 4–3 a dosáhl finále na PTC 8 v Killarney v Irsku, kde prohrál s Neilem Robertsonem 1–4. Následovalo jeho další finále na Antwerp Open v Belgii. Trump se stal vítězem této události, když porazil ve finále Ronnieho O'Sullivana 10–8.
Byl ve finále “Winners group” Championship League, kde prohrál s Dingem Junhuiem 3–1. Na Masters se dostal semifinále a porazil Stuarta Binghama 6–3, ve čtvrtfinále pak Ronnieho O'Sullivana 6–2 a prohrál v semifinále s Neilem Robertsonem 3–6. Byl ve čtvrtfinále German Masters, kde prohrál těsně se Stephenem Maguirem 4–5 a ve čtvrtfinále Welsh Open, kde prohrál s Ronniem O'Sullivanem 3–5.
Na World Open v Číně a PTC Grand Final v Irsku byl mezi šestnácti nejlepšími. Dostal se do čtvrtfinále China Open se Stephenem Leem, které vyhrál 5–3. Na mistrovství světa Trump vážně uvažoval o vytažení z turnaje z důvodu žaludečních problémů po snědení kuřecího masa v předvečer zápasu. Zápas prvního kola vyhrál nad Dominicem Daleem 10–7, ale v last 16 prohrál s Ali Carterem 12–13. Trump sezónu zakončil jako světová dvojka.

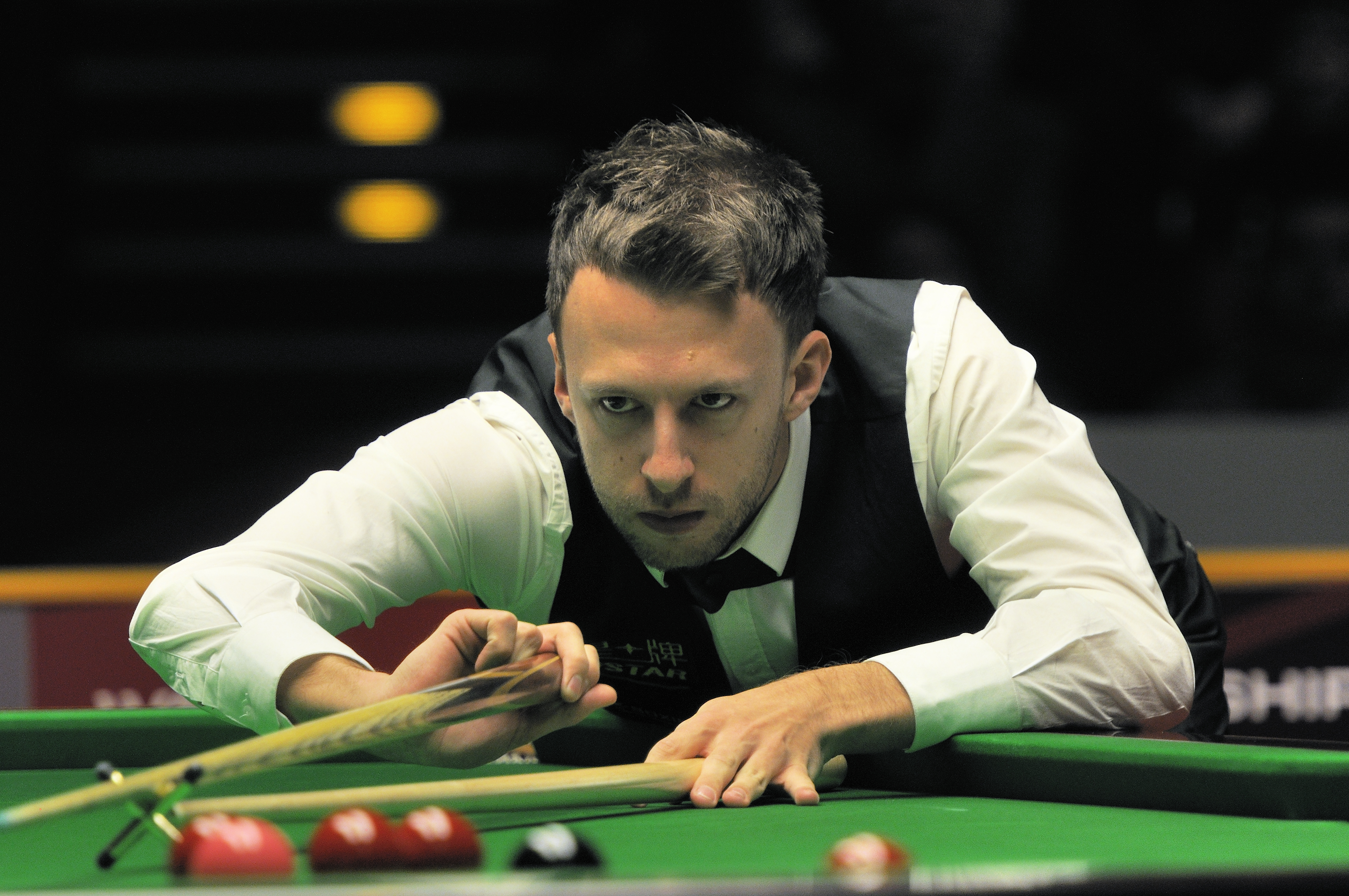
Judd Trump na German Masters 2014

### Sezóna 2012/2013
Trump začal sezónu v Číně. Na Wuxi Classic se dostal do last 16, kde prohrál s Robertem Milkinsem 5–3. Na pozvánkovém turnaji SangSom 6-red World Championship v Thajsku se dostal až do semifinále společně se Shaunem Murphym, který nad ním zvítězil 7–2. Byl ve čtvrtfinále PTC 1, kde  prohrál s Jackem Lisowským 3–4 a v last 16 PTC 2 s Ryanem Dayem 2–4. Obě události PTC se konaly v Gloucesteru.
Trump se dostal do finále Premier League poté, co vyřadil v semifinále Neila Robertsona 5–4. Ve finále byl jeho soupeřem Stuart Bingham, který Trumpa porazil 7–2. Trump se probojoval do finále bodovaného turnaje Shanghai Masters. Úspěch se dostavil na novém turnaji v Číně - International Championship, který proběhl koncem října a začátkem listopadu, když ve finále porazil Neila Robertsona 10–9. Trump prohrával 6–8, ale dokázal se vrátit do zápasu a získat třetí bodovaný titul a také post světové jedničky. Na PTC 4 v Gloucesteru to bylo další dosažené finále, které prohrál s Johnem Higginsem 2–4. Na řadě byla další z European Tour, tentokrát v Bulharsku – Bulgarian Open. Trump byl opět ve finále a tentokrát si nenechal vzít šanci a Johna Higginse porazil 4–0.
Na UK Championship vypadl hned v last 32 s Markem Joycem. Byl velmi zklamán, že se mu nepodařilo titul obhájit a ztratil tím i pozici nejlepšího hráče na světě v žebříčku, kam se opět v průběhu tohoto turnaje vrátil Mark Selby. Na Masters porazil v prvním kole Barry Hawkinse 6–5, ale ve čtvrtfinále prohrál s Graeme Dottem 1–6. Následovalo German Masters v Berlíně, ale Judd se dostal pouze do prvního kola, kde ho vyřadil Anthony Hamilton 5–4. Dalším bodovaným turnajem byl Welsh Open v Cardiffu. Trump si poradil s Mikem Dunnem v prvním kole 4–0. V druhém kole porazil Dominica Dalea 4–3, v last 16 Andrewa Higginssona 4–1 a ve čtvrtfinále zvítězil nad Pankajem Advanim 5–2. Ve finále ale prohrál se Stephenem Maguirem 6–4.
Dostal se do čtvrtfinále World Open. Na PTC Grand Final stejně tak, jak v bodované China Open se nedostal přes první kolo. Posledním turnajem sezóny je mistrovství světa. Judd měl v prvním kole proti sobě opět Dominica Dalea, kterého porazil 10–5, v druhém porazil Marca Fu 13–7. Dostal se do čtvrtfinále se Shaunem Murphym, kde vyhrál zápas 13–12 po breaku 66 v rozhodujícím frame. Velké zklamání pro něho přišlo v semifinále s Ronniem O'Sullivanem, když prohrál 17–11. Sezónu zakončil jako světová trojka.

### Sezóna 2013/2014

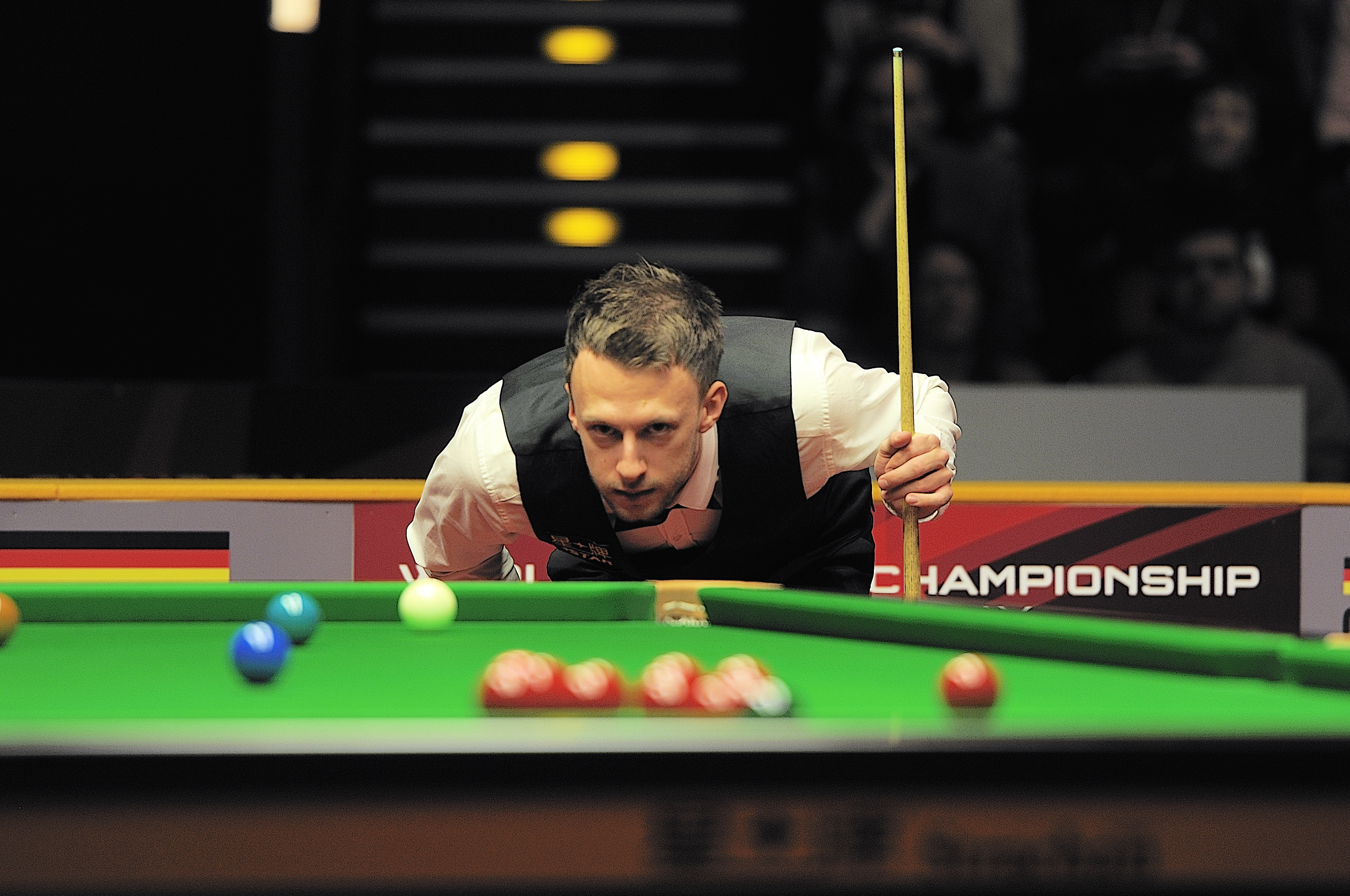
Judd Trump na German Masters 2014

Trump neměl dobrý vstup do sezóny. Prohrál v prvním kole Wuxi Classic a opouštěl brzy i turnaje PTC 1 až 4. Na Six-red World Championship se dostal do last 16, kde prohrál s Neilem Robertsonem 5–6. V prvním kole skončil také na Shanghai Masters. Na PTC 5 v Mülheimu došel do čtvrtfinále s Markem Allenem, kde prohrál 4–1. Na bodovaném turnaji Indian Open opět skončil v prvním kole a na International Championship v last 64 s Alanem McManusem 6–5. Na PTC 6 v Gloucesteru se probojoval do finále, ve kterém prohrál s Markem Allenem 1–4. Na European Tour 7 v Antverpách prohrál v last 32 s Markem Selbym 3–4. V tomto zápase ve třetím frame sestavil své první maximum. Zúčastnil se také pozvánkového Champion of Champions. V prvním kole porazil Marca Fua 4–1 a prohrál ve čtvrtfinále s Binghamem 2–6.
Na UK Championship postoupil do last 16, kde opět narazil na Marka Allena, který nad Trumpem zvítězil 6–4. Na Championship League vyhrál “Winners Group”, když porazil Martina Goulda 3–1, což mu zajistilo účast v podzimní Champion of Champions v Coventry.
Na Masters vypadl v prvním kole s Marcem Fu 5–6. V Berlíně na German Masters přišlo další finále, ve kterém ho porazil Ding Junhui 9–5. Poslední European Tour 8 – Gdynia Open se konalo v Polsku. Trump dosáhl čtvrtfinále s Matthewem Seltem, který zvítězil 4–1. Na Welsh Open byl v last 16, kde se střetl s Johnem Higginsem a prohrál 3–4. Dalším bodovaným turnajem v Číně byl World Open v Haikou. Judd skončil v last 16 s Johnem Higginsem 4–5.
Na Players Championship Grand Final se probojoval do semifinále, ve kterém prohrál s Barry Hawkinsem 1–4. Na China Open byl vyřazen v last 32 Peterem Ebdonem 4–5.
Na mistrovství světa porazil v prvním kole 10–8 Toma Forda a v druhém Ryana Daye 13–7. Ve čtvrtfinále prohrál s Neilem Robertsonem 11–13. Sezónu končil na šestém místě světového žebříčku.

### Sezóna 2014/2015
Trump vypadl v last 16 se Stephenem  Maguirem na Wuxi Classic. Dalším turnajem byl Australian Open, kde vyhrál svůj čtvrtý bodovaný titul. V první kole zvítězil nad Rory McLeodem 5–2, v last 16 vyřadil Alana McManuse 5–3, ve čtvrtfinále porazil Ricky Waldena 5–4 a v semifinále Xiao Guodonga 6–3. Ve finále se střetl s domácím Neilem Robertsonem, nad kterým Trump vyhrál 9–5.
Došel do čtvrtfinále European Tour (ET) – Riga Open v Lotyšsku, kde nad ním zvítězil Anthony McGill 4–3. V další události ET Paul Hunter Classic, která následovala ve Fürthu, se dostal do finále s Markem Allenem, který Judda porazil 4–2. V Šanghaji vypadl hned v prvním kole s Dominicem Daleem. Následovala další událos ET Bulgarian Open, kde dosáhl last 16. Zde byl jeho soupeřem Michael Wasley, který Judda porazil 4–3. Na International Championship v Číně prohrál v last 32 s Jamie Burnettem 6–5.

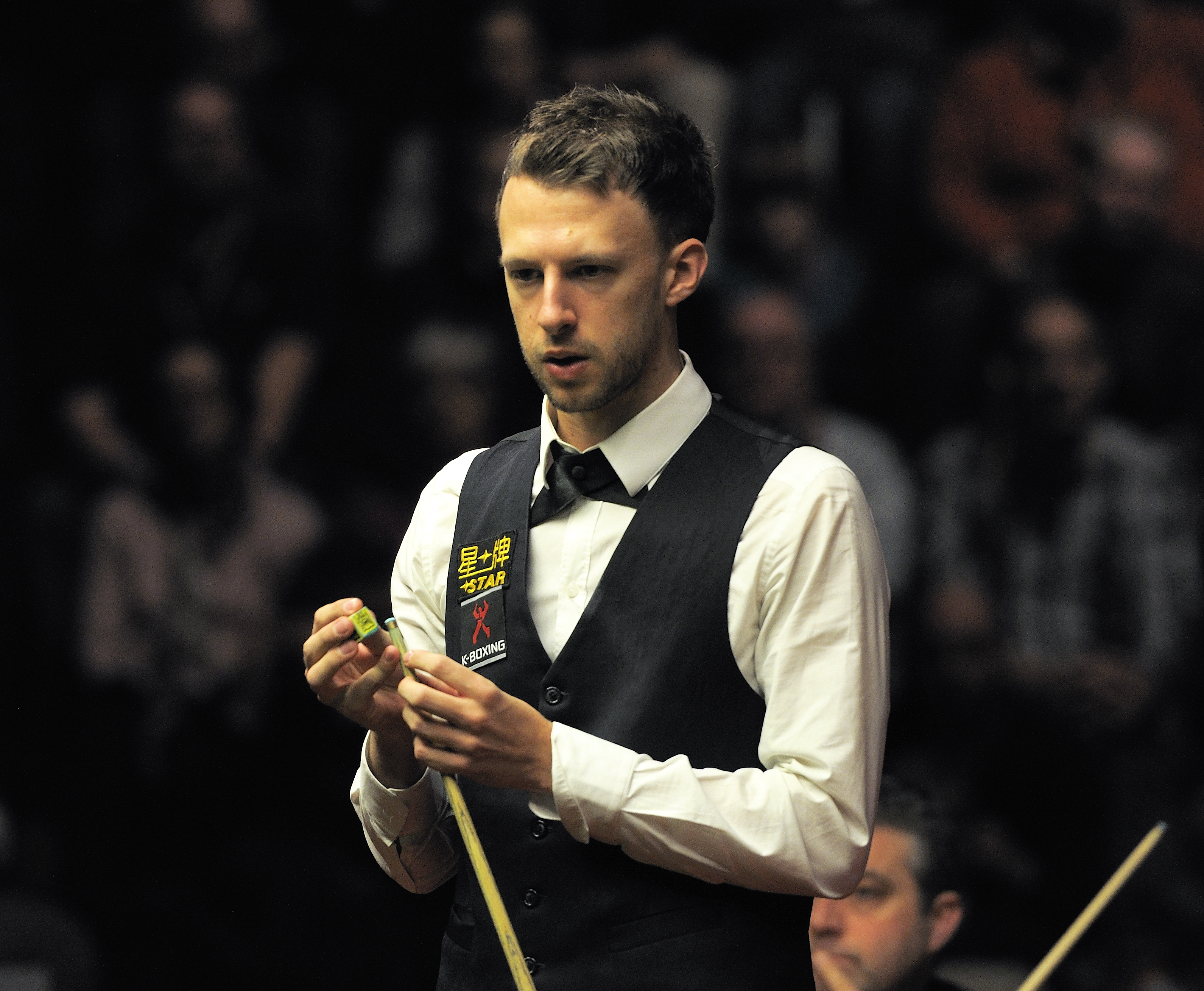
Judd Trump na German Masters 2014

V listopadu se dostal do finále Champion of Champions, když v prvním kole vyřadil Stephena Maguireho 4–1, ve druhém Marka Selbyho 6–1 a v semifinále Neila Robertsona 6–4. Ve finále na něj čekal Ronnie O'Sullivan, který nakonec vyhrál 10–7.
Přišlo semifinále na ET v Mülheimu se Shaunem Murphym, které skončilo 4–3 pro Murphyho. Dalšího finále dosáhl na UK Championship. Ronnie O'Sullivan si breakem 51 v posledním framu zajistil vítězství a Trumpa porazil 10–9.
Následující událost ET se konala poprvé v Lisabonu, v Portugalsku. Trump došel do čtvrtfinále, kde prohrál s Matthewem Seltem 1–4. Na Masters vypadl v prvním kole se Stephenem Maguirem 4–6.
Na bodovaném German Masters se probojoval do čtvrtfinále, kde prohrál s Markem Selbym 5–4. Na Welsh Open skončil v last 16 po prohře s domácím Markem Williamsem 1–4. Také na ET Gdynia Open skončil ve čtvrtfinále s Neilem Robertsonem, kde prohrál těsně 3–4. Indian Open znamenal pro Trumpa další umístění v last 16 po další prohře s Markem Williamsem 3–4.
Trump se probojoval do třetího finále s Ronniem O'Sullivanem na World Grand Prix, což byl pozvánkový turnaj v Llandudnu ve Walesu. Trump si tentokrát odvezl trofej, když O'Sullivana porazil 10–7. Na Players Championship Grand Final dosáhl semifinále, ve kterém prohrál s Markem Williamsem 2–4. Následoval bodovaný turnaj China Open, kde ho v last 16 porazil John Higgins 5–4.
Posledním turnajem sezóny je World Championship. Trump porazil v prvním kole Stuarta Carringtona 10–6, v last 16 Marca Fu 13–8, ve čtvrtfinále Dinga Junhuie 13–4 a v semifinále prohrál se Stuartem Binghamem 17–16. Sezónu zakončil jako světová sedmička.

### Sezóna 2015/2016
Na bodovaném turnaji Australian Goldfields Open prohrál Trump ve čtvrtfinále se Stephenem Maguirem 1–5. Na European Tour 2 – Paul Hunter Classic se dostal do čtvrtfinále s Michaelem Holtem, ve kterém prohrál 1–4. Na bodovaném turnaji Shanghai Masters se probojoval až do finále, kde prohrál po dramatickém boji s Kyrenem Wilsonem 9–10. Bylo překvapením, když vypadl v kvalifikačním kole na International Championship, který v roce 2012 vyhrál. V Barnsley, kde se hrálo o postup na tento nejvíce ohodnocený turnaj v Číně, prohrál se 120 hráčem světového žebříčku Michaelem Wildem 0–6.

## Život mimo snooker
Judd chodí do posilovny a ve volném čase hraje golf. Z hudby poslouchá R n B a hip hop. Velkou podporu měl od malička od svých rodičů. Ve třech letech dostal malý stůl a snookeru se začal vážně věnovat v deseti až jedenácti letech. Řekl: „Všechno je o praxi. Když se chcete ve sportu prosadit, musíte mít kolem sebe skvělý tým, který vás podporuje. Pomohou vám také zvládnout těžké časy.“
Kromě neobvyklého motýlka zapůsobil na Masters v roce 2013 svými botami za 2 000 liber, které má od návrháře Christiana Louboutina podle filmu Rollerball. Má také rád rychlé sportovní vozy.

## Úspěchy
Výhry v bodovaném turnaji:
- 2011 vítěz China Open (finále: Judd Trump – Mark Selby 10–8)
- 2011 vítěz UK Championship (finále: Judd Trump – Mark Allen 10–8)
- 2012 vítěz International Championship (finále: Judd Trump – Neil Robertson 10–8)
- 2014 vítěz Australian Goldfields Open (finále: Judd Trump – Neil Robertson 9–5)

Výhry v malém bodovaném turnaji:
- 2010 vítěz Paul Hunter Classic (finále: Judd Trump – Anthony Hamilton 4–3)
- 2011 vítěz PTC 2, Gloucester (finále: Judd Trump – Ding Junhui 4–0)
- 2011 vítěz Antwerp Open (finále: Judd Trump – Ronnie O'Sullivan 4–3)
- 2012 vítěz Bulgarian Open (finále: Judd Trump – John Higgins 4–0)

Výhry v nebodovaných turnajích:
- 2009 vítěz Championship League (finále: Judd Trump – Mark Selby 3–2)
- 2010 vítěz Austrian Open (finále: Judd Trump – Neil Robertson 6–4)
- 2014 vítěz Championship League (finále: Judd Trump – Martin Gould 3–1)
- 2015 vítěz World Grand Prix (finále: Judd Trump – Ronnie O'Sullivan 10–7)
- 2019 vítěz World Snooker Championship (finále:Judd Trump – John Higgins 18–9)